# Agrionoptera cardinalis
Agrionoptera cardinalis – gatunek ważki z rodziny ważkowatych (Libellulidae).